# Mussaenda chinensis
Mussaenda chinensis är en måreväxtart som beskrevs av João de Loureiro. Mussaenda chinensis ingår i släktet Mussaenda och familjen måreväxter. Inga underarter finns listade i Catalogue of Life.